# Wapielnica
Wapielnica – szczyt o wysokości 394 m n.p.m. w północno-wschodniej części Pogórza Przemyskiego, od 1 stycznia 2010 r. w granicach administracyjnych Przemyśla (obecnie jego najwyższe wzniesienie). Jego stoki opadają: na północ – ku Przełęczy pod Wapielnicą oraz dawnej wsi Kruhel Wielki (także w granicach administracyjnych Przemyśla), zaś na zachód – ku dolinie Leśniego Potoku.

Niedaleko wierzchołka znajdują się ruiny fortyfikacji fortu głównego nr VI „Helicha”, należącego do przemyskiej twierdzy. Na północnych stokach Wapielnicy, ponad Kruhelem Wielkim znajduje nieczynna kopania wapienia i marmuru oraz resztki wapiennika z XIX wieku.

Wapielnica stanowi jeden z przykładów porwaku tektonicznego.

## Szlaki turystyczne
Na szczycie Wapielnicy znajduje się węzeł szlaków turystycznych:
- Niebieski szlak turystyczny Rzeszów – Grybów na odcinku: Kalwaria Pacławska – Huwniki – Gruszowa – Szybenica – Helicha – Wapielnica – Dybawka – Krasiczyn
- Czerwony Szlak Przemysko-Sanocki na odcinku: Przemyśl – Wapielnica – Helicha – Rokszyce – Brylińce
- Szlak forteczny: Dybawka – Prałkowce – Wapielnica – Pikulice – Łuczyce – Jaksmanice – Medyka Towarowa (DK 28)
- Szlak śladami dobrego wojaka Szwejka